# Kẻ lãng du trên biển sương mù
Kẻ lãng du trên biển sương mù (tên gốc tiếng Đức: Der Wanderer über dem Nebelmeer, tiếng Anh: Wanderer above the Sea of Fog) là tác phẩm tranh sơn dầu năm 1818 của họa sĩ người Đức, Caspar David Friedrich. Bức tranh hiện đang được trưng bày tại bảo tàng Kunsthalle Hamburg ở Hamburg, Đức.